# Hemiodus sterni
Hemiodus sterni é uma espécie de peixe da família dos hemiodontidaes e da ordem dos caraciformes. Os machos podem alcançar 7,9 cm de comprimento.
É um peixe ovíparo de água doce e de clima subtropical (22 °C-26 °C). É encontrado na América do Sul, mais especificamente, na bacia do rio Juruena, na bacia do rio Tapajós, no Brasil.